# Produits forestiers Résolu
Produits forestiers Résolu ou Resolute forest Products Incorporated (jusqu'au 7 novembre 2011 : AbitibiBowater) est une papetière canadienne dont le siège est à Montréal, au Québec, Canada
Le titre n'est plus coté en bourse depuis le 2 mars 2023

## Histoire
Produits forestiers Résolu, initialement AbitibiBowater, résulte de la fusion, annoncée le 29 janvier 2007, des papetières canadienne Abitibi-Consolidated et américaine Bowater.
Elle est le troisième plus gros groupe papetier en Amérique du Nord et le huitième groupe à l'échelle mondiale.
Selon des analystes, cette fusion annonçait, dans les mois qui allaient suivre, des fermetures de postes et des mises à pied. Ces prévisions se sont avérées par la suite, entraînant des centaines de pertes ou de suspension d'emploi dans les scieries et les usines de pâtes et papiers de la compagnie,.
Le 13 mars 2009, AbitibiBowater annonce la vente à Hydro-Québec d'une centrale hydro-électrique située à Baie-Comeau pour la somme de 615 millions CAD. Cette vente fait partie d'un plan de restructuration destiné à réduire sa dette dans les plus brefs délais pour éviter la faillite.
Ce qui entraîne une perte d'avantage de plus de 50 $ CAD par tonne produite.
Le 16 avril 2009, tant aux États-Unis qu'au Canada, la société s'est placée sous la protection de la cour selon les termes de la Loi sur les arrangements avec les créanciers des compagnies. Le même jour, le gouvernement du Québec a décidé, via Investissement Québec, d'offrir une marge de crédit de 100 millions USD à AbitibiBowater pour l'aider à maintenir ses activités courantes.
En 2009, AbitibiBowater détient plusieurs usines au Québec, dont une située à Clermont, Québec, le long de la rivière Malbaie (qui circule dans La Malbaie). Établie en 1935, une partie de son bois était transportée par flottage et elle rejetait ses eaux usées dans la rivière Malbaie, deux activités rendant celle-ci impropre à la vie aquatique. En 1980, le flottage est arrêté, pour être remplacé par des camions. Dans les années 1980, les citoyens ont entamé une procédure judiciaire contre la propriétaire de l'usine, Donohue, pour faire cesser les rejets chimiques, tant aquatiques qu'aériens, qui polluaient les lieux. En 1991, la société Donohue a décidé d'adopter la norme ISO 9001 et a demandé aux employés de participer financièrement à son programme d'amélioration continue et d'amélioration de l'environnement. Les employés ont accepté en échange d'une participation aux décisions touchant l'usine. En 2000, Abitibi-Consolidated a acquis Donohue et a décidé de maintenir en place le même environnement de travail. En juillet 2009, le personnel de cette usine se targue d'avoir remis en santé la rivière Malbaie, au point où les saumons peuvent y frayer. De plus, les responsables affirment dépasser les normes fédérales canadiennes en matières de pollution et de recyclage.
AbitibiBowater continue à fermer des usines en septembre 2009. Après celle de Donnacona, elle ferme celles de Port-Alfred, Gatineau, Grand-Mère, Shawinigan, Dolbeau et de Beaupré, bien que cette dernière ait fait des profits de 7 millions CAD depuis le début de 2009. La raison est vraisemblablement reliée au fait que lors de la fusion avec Abitibi-Consolidated, en janvier 2007, Abitibi-Consolidated avait une dette de 4,6 milliards de dollars et Bowater de 2 milliards de dollars. Soit plus de 9 milliards CAD.
Le 7 novembre 2011, AbitibiBowater change son nom pour Produits forestiers Résolu,,.
Les usines de papier commercial de Dolbeau et de papier journal de Gatineau sont depuis rouvertes en 2012 et 2013 grâce à leurs installations de cogénération électrique.
Le 14 mai 2013, Résolu a procédé à l'inauguration officielle d'un important îlot de puissance produisant de l'énergie verte à son usine de pâte et papier située à Thunder Bay, en Ontario. L'îlot de puissance comprend une chaudière alimentée en déchets ligneux qui a été remise à neuf et améliorée, de même qu'une nouvelle turbine à condensation de 65 mégawatts.
En mars 2020 Produits forestiers Résolu ferme deux autres papetières au Québec: Amos et Baie-Comeau.
En juillet 2022 Produits forestiers Résolu annonce la vente de l'entreprise à Paper Excellence, un grand joueur dans l'industrie des pâtes et papier, dont le siège social est situé en Colombie-Britannique. La transaction est évaluée à 2,7 milliards de dollars US. Pour ce faire, elle doit vendre son usine de Thunder Bay. Paper Excellence est aussi propriétaire du compétiteur de Résolu: Domtar. Trois hauts dirigeants quittent l'entreprise dans les mois qui suivent, dont le président et chef de la direction de Résolu, Rémi Lalonde.

## Principaux actionnaires
Au 1 mars 2023
| Paper Excellence (Domtar) | 100 % |

Au 8 février 2022.
| Fairfax Financial Holdings  | 39.33% |
| Dimensional Fund Advisors   | 5,8%   |
| Chou Associates Management  | 4,25%  |
| ACR Alpine Capital Research | 3.33%  |
| Acadian Asset Management    | 3,15%  |
| Wasatch Advisors            | 2.90%  |
| The Vanguard Group          | 2.70%  |
| Connor Clark & Company      | 2.24%  |
| Smith (Donald) & Company    | 2.01%  |

## Controverses
L'entreprise est actuellement engagé depuis 2013 dans un conflit juridique avec son certificateur, le Forest Stewardship Council qui lui a reproché d'exploiter des zones sensibles, car peuplées de populations autochtones et de caribous des forestiers, une espèce protégée. Il est reproché au FSC d'avoir été influencé par Greenpeace en conflit ouvert avec Résolu sur de nombreux aspects. Résolu a par ailleurs lancé des poursuites judiciaires contre Greenpeace, lui réclamant 200 millions d'euros pour « racket » et « complot ». Greenpeace est notamment accusée d'avoir diffamé Résolu afin de « tenter de nuire à ses activités commerciales ». L'ONG a dénoncé plusieurs fois Résolu pour son implication supposée dans la destruction des forêts boréales canadiennes. Greenpeace pointe du doigt le refus de Résolu de « contribuer à une gestion durable de la forêt boréale », alors que celle-ci renferme des forêts primaires, essentielles à la lutte contre le changement climatique, une biodiversité riche et des communautés autochtones. L'ONG a produit plusieurs rapports à ce sujet, dans lesquels elle expose des pratiques de Résolu non respectueuses de l'environnement. Selon Greenpeace, la nature de la procédure engagée et les réparations réclamées ont pour but d'épuiser psychologiquement et économiquement l'ONG afin qu'elle abandonne sa critique envers l'entreprise. Elle dénonce ainsi fortement ce qu'elle considère être une procédure bâillon.
Le 16 octobre 2017, la cour fédérale du district nord de la Californie, aux États-Unis, a rejeté l’ensemble de la poursuite intentée par l’exploitant forestier canadien contre plusieurs bureaux de Greenpeace ainsi que l’association Stand.earth (en). 
Voir à ce sujet: l'homme qui plantait des écologistes

## Identité visuelle (logo)

Logo de AbitibiBowater de 2007 à 2011.
Logo Résolu à partir du 7 novembre 2011.